# Danny Rodriguez
Daniel Dimitri Rodriguez (Bronx, 10 de novembro de 1967 - Dallas, 6 de outubro de 1990), mais conhecido pelo seu nome artístico Danny "D-Boy" Rodriguez foi um cantor de hip hop alternativo e hip hop cristão estadunidense. Lançou dois álbuns durante sua carreira: Plantin' a Seed e The Lyrical Strength of One Street Poet.
Foi assassinado em 1990 com um tiro quando saía do seu apartamento no Dallas. Os motivos são desconhecidos até hoje. Em 1993 foi lançado um álbum póstumo, intitulado Peace to the Poet.

## Discografia
- Plantin' a Seed (Frontline 1989 CD-09082)[3]
- The Lyrical Strength of One Street Poet (Frontline 1990 CD-09216)[4]
- Peace to the Poet (Frontline 1993 FLD-9295)[5]